# Turbine (Zahnmedizin)

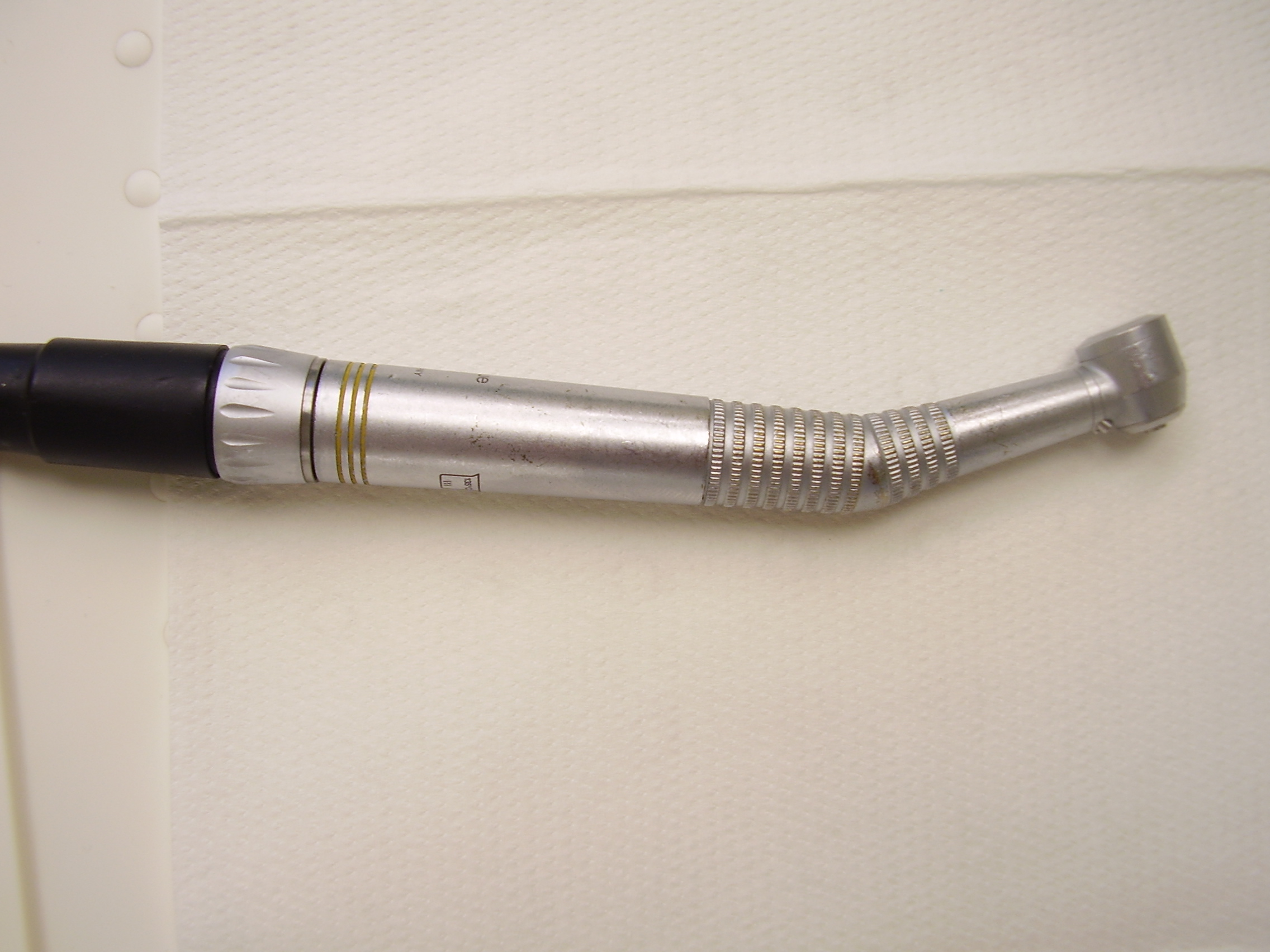
Turbinenwinkelstück mit Versorgungsschlauch

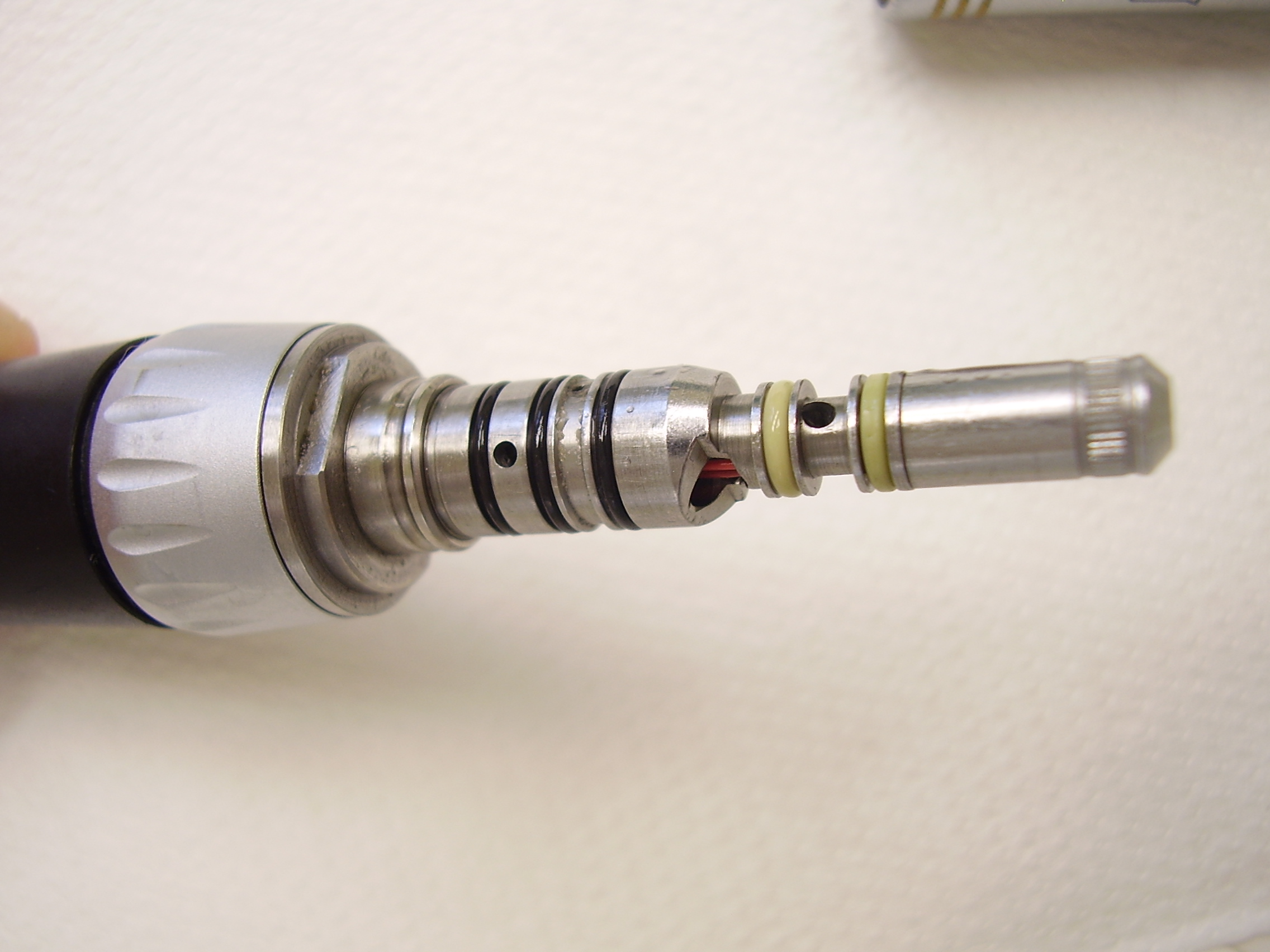
Kupplung zum Andocken des Turbinenwinkelstückes an den Versorgungsschlauch

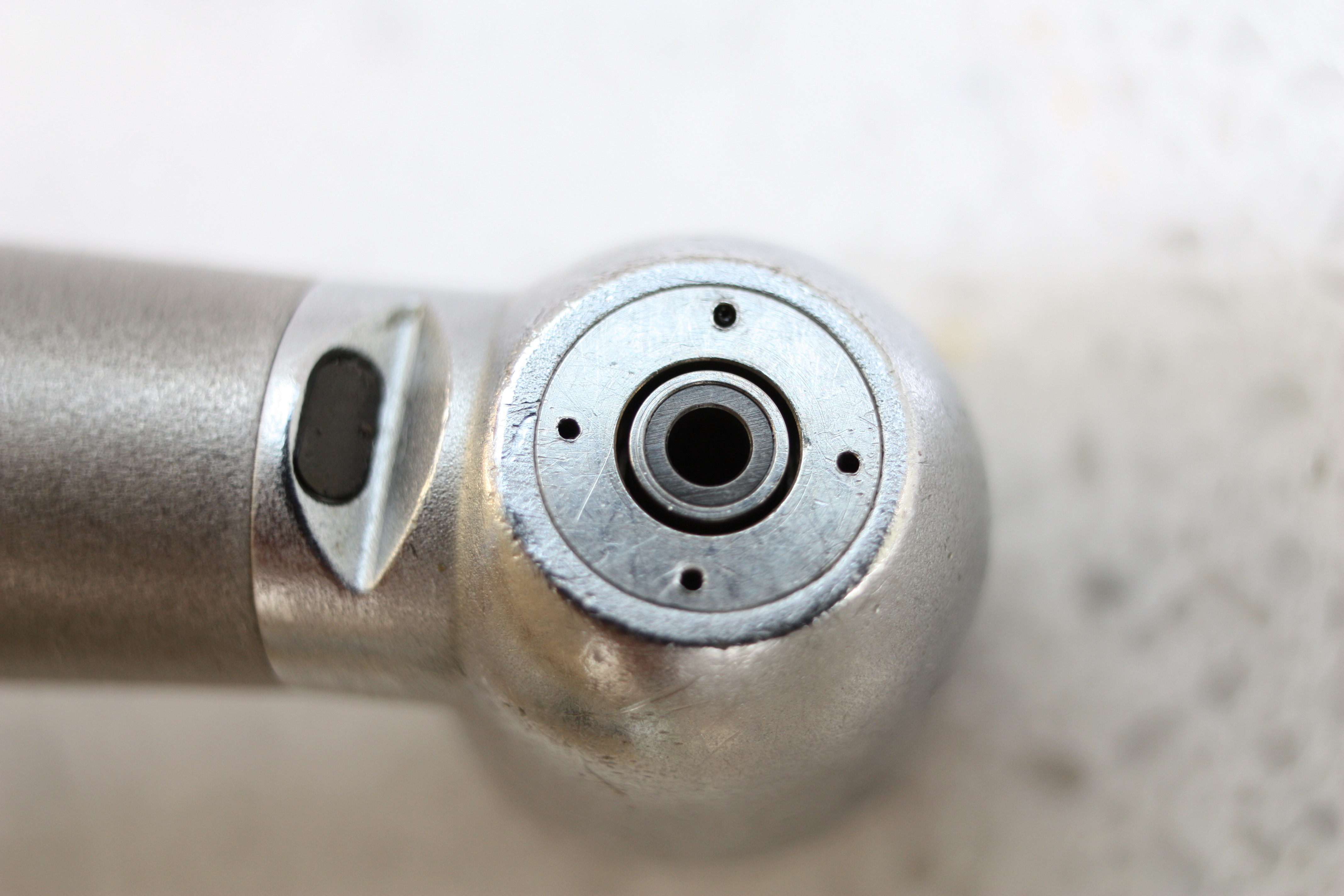
Turbinenkopf, gut zu erkennen:
in der Mitte die Passung für den FG-Schaft, 4 Spraydüsen und der Lichtleiter (ovales Fenster)

Eine Turbine (engl. dental turbine) ist in der Zahnmedizin ein abgewinkeltes Präparationsinstrument, mit dem der Zahnarzt oral arbeitet. Es dient zum Bohren und Schleifen an menschlichen Zähnen und wird mit genormten Anschlüssen an eine Dentaleinheit angeschlossen. Eine Turbine kann zur konservierenden und zur prothetischen Behandlung eingesetzt werden. Sie zeichnet sich durch sehr hohe Rotationsgeschwindigkeit aus. Im Gegensatz zu einem zahnärztlichen Winkelstück wird sie nicht durch einen Motor angetrieben, sondern durch Druckluft, die ein kleines Turbinenrad antreibt. Zahnärztliche Turbinen dienen als Antrieb für Schleifkörper ('Bohrer'). Sie erreichen je nach Bauart und Betriebsdruck Drehzahlen von etwa 150.000 bis 450.000/min, verfügen jedoch über ein im Vergleich zu Winkelstücken geringeres Drehmoment.
Wie mit Winkelstücken und Handstücken kann mit oszillierenden und rotierenden Aufsätzen am Kupplungsstück gearbeitet werden, die jedoch andere Zwecke verfolgen: Zahnsteinentfernung, Scaling, retrograde Wurzelfüllungen, Sinuslift oder Implantatreinigung.

## Geschichte
Vorläufer der zahnärztlichen Turbinenbohrmaschinen waren Pedaltrittantriebe mit biegsamen Wellen und später auch elektrisch angetriebene Doriotgestänge.
1957 kamen die ersten in den USA entwickelten Luftdruckturbinen als „Zahnarztbohrer“ auf den Markt. Man nannte sie damals „Airotor“. Die erste in Deutschland entwickelte Turbine stammte von KaVo Dental und kam 1959 auf den Markt. Bis dahin hatten „Superbohrer“ mit einer Drehzahl von 20.000 min−1 die höchste Drehzahl. Die zu dieser Zeit handelsüblichen normalen Bohrmaschinen erreichten 5.000 min−1 bis 6.000 min−1, jene mit „Schnellgang“ etwa 8.000 min−1 bis 12.000 min−1 und verwendeten Stahlbohrer. Damit verglichen waren die Turbinen mit einer Drehzahl von 300.000 min−1 eine bedeutende Weiterentwicklung. Die Kosten für eine solche Turbine lagen bei etwa 2000 DM, eine zur damaligen Zeit nicht unerhebliche Investition für eine „Bohrmaschine“. Turbinen waren damals noch separate Geräte, also noch nicht in das Behandlungsgerät eingebaut. Seither wurden die Turbinen ständig weiterentwickelt und sind heute in jede moderne Behandlungseinheit integriert.

## Aufbau und Antrieb

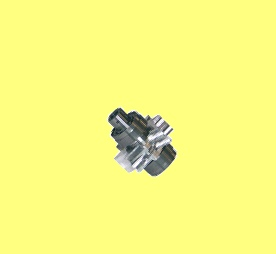
Turbinenrad einer zahnärztlichen Turbine

Während bei einem elektrischen Mikromotor die Kraft über eine Welle in den Arbeitskopf übertragen wird, wird bei einer Turbine die Rotation des Bohr- bzw. Schleifwerkzeugs durch einen Luftstrom im Kopf des Winkelstücks erzeugt. Das Werkzeug ist dazu mit einem Turbinenrad mit etwa 6 bis 8 Turbinenschaufeln versehen. Je nach Modell beträgt der Treibluftdruck zwischen 2,3 und 2,7 Bar. Die Treibluft wird anschließend zurückgeführt, weil sie beim Entweichen in die Mundhöhle die Behandlung stören würde. Turbinenköpfe haben in aller Regel eine Passung für rotierende zahnärztliche Instrumente mit FG-Schaft. Als rotierende Instrumente werden vor allem Diamanten eingespannt, manchmal auch Hartmetallbohrer, um beispielsweise Kronen oder Brücken durchzutrennen.
Heute kommen größtenteils luftdruckgetriebene Turbinen zum Einsatz.

## Bauarten
Es werden zwei Arten von Turbinen unterschieden:

### Luftgelagerte Turbine
Die erste Generation der Turbinen war luftgelagert, wobei der das Turbinenrad antreibende und umgebende Luftstrom dieses fortwährend im mittiger Position hielt. Diese Lagerung ermöglicht zwar eine Drehzahl von 450.000 min−1 (Umdrehungen/Minute), die Drehzahl nimmt unter Belastung aber enorm ab, sodass man schon bei relativ geringem Anpressdruck einen Stillstand erreicht. Außerdem werden die Lagerschalen rasch zerstört, wenn sie sich berühren. Vibrationen und Geräuschpegel sind bei diesem Lagertyp hingegen ausgesprochen niedrig.

### Kugelgelagerte Turbine
Um eine bessere Durchzugskraft zu erreichen, wurden kugelgelagerte Turbinen entwickelt. Diese erlaubten wegen einer Verringerung von Unwuchten auch den Einsatz rotierender Instrumente größeren Durchmessers. Heute kommen ausschließlich kugelgelagerte Turbinen zum Einsatz.

#### Kugellager aus Stahl
Die zweite Turbinengeneration war mit Stahlkugellagern ausgerüstet. Anfangs war bei diesen Turbinen nur eine Drehzahl von 300.000 min−1 möglich, diese konnte im Laufe der Jahre aber auf 400.000 min−1 gesteigert werden. Schon bei geringer Abnutzung oder Beschädigung der Kugellager steigt allerdings der Geräuschpegel enorm an. Dies kann auf Dauer zu Hörschäden bei Zahnärzten und ihrem Assistenzpersonal führen.

#### Kugellager aus Keramik
Die neueste Generation der Turbinen hat Keramikkugellager, mit denen ebenfalls eine Drehzahl von 400.000 min−1 zu erreichen ist. Keramikkugellager haben den Vorteil, dass sie geringeren Verschleiß zeigen und wesentlich weniger Geräusche (nur noch etwa 60 dB (A) (Dezibel) entwickeln, vor allem aber einen sehr vibrationsarmen Lauf haben. Dadurch lassen sich die Zähne präziser präparieren und Schmerzen bei der Behandlung reduzieren.

## Ausstattung
Unerlässlich für das Arbeiten mit einer Turbine ist ein Wasserspray zur Kühlung. Ohne Kühlspray, der durch eine leistungsstarke Absauganlage wieder abgesaugt wird, würde ein Zahn durch Überhitzung sehr schnell Schaden nehmen. Der Spray wird aus einem Gemisch von vorgewärmtem Wasser und Luft erzeugt und durch drei oder vier kleine Düsen von verschiedenen Seiten gleichzeitig direkt auf den Zahn und das ihn bearbeitende Instrument gesprüht. Der Wasserdurchfluss soll mindestens 50 Milliliter pro Minute betragen. Einige Geräte sind mit einem austauschbaren Mikrofilter ausgerüstet, der ein Verstopfen der feinen Düsen verhindert.
Bei zahnärztlichen Turbinen ist ein Rücksaugstopp eingebaut, der das Eindringen von kontaminiertem Spray (Rücksaugphänomen) in die Turbine verhindert. Ein Glasstab-Lichtleiter leuchtet mit bis zu 25.000 Lux das Arbeitsfeld aus. Ebenso kann die Turbine im stehenden Zustand als Luftbläser verwendet werden, der das Arbeitsfeld trocknet, um den Fortschritt der Bohr- und Schleiftätigkeit besser beurteilen zu können.

## Vorteile
Moderne zahnärztliche Turbinen arbeiten sehr vibrationsarm. Verglichen mit der Alternativantriebskombination aus Mikromotor und Winkelstück ist eine Turbine weniger kompliziert gebaut. Das einzelne Turbinen-Winkelstück ist kostengünstiger als ein Schnelllauf-Winkelstück. Die Gefahr einer Überhitzung ist sehr gering.

## Nachteile
Die Durchzugskraft ist gegenüber einem elektronisch gesteuerten Winkelstück wesentlich geringer. Die Drehzahl kann nicht geregelt werden. Eine Änderung der Drehrichtung (Rechts-/Linkslauf) ist nicht möglich. Die Turbine stoppt nicht sofort, wenn sie abgestellt wird, sondern hat einen gewissen Nachlauf. In dieser Hinsicht sind aber in den nächsten Jahren Fortschritte zu erwarten. Durch die sehr hohe Drehzahl wird beim Bohren das Schmelzgefüge des Zahnes bis 0,1 mm von der Präparationsgrenze aufgelockert, was eine Nachbearbeitung mit feinen Instrumenten bei niedrigerer Drehzahl nötig macht. Der hohe Pfeifton der Turbine wird manchmal verdächtigt, zu einer Schädigung des Gehörs des Behandlers zu führen. Dies konnte allerdings beim Gebrauch normal gepflegter Turbinen nicht nachgewiesen werden. Bei der Reduzierung des Geräuschpegels sind Fortschritte erzielt worden.

## Pflege und Wartung
Die Anforderungen an die Umsetzung der europäischen Normen zu Aufbereitung und Sterilisation von Instrumenten (zu denen auch die Turbinen gehören) werden immer höher.
Im Einzelnen sind jeweils die Vorschriften des Herstellers zu beachten. Allgemein gilt:
- Unmittelbar nach Beendigung der jeweiligen Behandlung muss die Turbine unter fließendem Wasser gereinigt werden (z. B. mit einer kleinen Bürste mit festen Borsten), damit sich kein Schleifstaub oder Speichel festsetzen kann.
- Das Turbinen-Handstück soll nicht in eine Reinigungs- oder Desinfektionslösung eingelegt werden, auch soll sie nicht im Ultraschallbad oder in der Spülmaschine gereinigt werden.
- Empfehlenswert ist der Einsatz eines speziellen Reinigungs- und Desinfektionsgerätes, das für schnelllaufende Turbinen zugelassen ist und den Anforderungen der Kommission für Krankenhaushygiene und Infektionsprävention beim Robert Koch-Institut „Infektionsprävention in der Zahnheilkunde – Anforderungen an die Hygiene“ genügt.[7]
- Die Turbinen-Handstücke werden vor der Sterilisation mit einem Turbinenöl (Sprühöl für Hochgeschwindigkeitshandstücke/Turbinen) geölt.
- Fraktionierte Sterilisation mit feuchter Hitze in einem Autoklaven.
- Die Turbine wird bis zum nächsten Gebrauch steril aufbewahrt.